# Доброліж Вадим Володимирович
Вади́м Володи́мирович Добролі́ж (7 грудня 1913, Ніжин, Чернігівська губернія, Російська імперія, нині Чернігівська область, Україна — 4 жовтня 1973, Едмонтон, Альберта, Канада) — українсько-канадський художник, живописець та декоратор.

## Життєпис
Вадим Доброліж народився 7 грудня 1913 року в Ніжині Чернігівської області сучасної України. Батько Вадима працював інженером, а мати медсестрою. У Ніжині ходив до школи. Два роки родина жила в Молдавії, а потім переїхала до Києва у зв‘язку з переведенням батька на іншу посаду. У 1931 році вступив до Київського художнього інститут, який закінчив у 1935 році (викладач В. Кричевський). Також навчався в Ленінградському інституті живопису, скульптури та архітектури (1936). Був заарештований, висланий на Колиму в Хабаровський край Росії, потім — до Хабаровська. Звільнений за амністією 1938 року. 1941 року Доброліж був мобілізований до лав Червоної Армії. Потрапив в оточення, а потім до німецького полону. У 1942 році втік з концтабору і повернувся до Києва, де працював механіком. Того ж року одружився з піаністкою Валентиною Пушкар, студенткою Київської консерваторії.
1943 року Доброліж разом з дружиною, донькою Наталкою через наступ радянської армії змушені були поїхати на захід — через Польщу й Чехословаччину до Німеччини, де до травня 1945 року перебували на фермі біля Ваймару. Після капітуляції Німеччини та приходу військ США родина Доброліжів опинилися в таборі для переміщених осіб  Гайденау поблизу Гамбурга, де Вадим організував художню студію.
У 1948 році Доброліж переїхав до Канади, спочатку до Вегревіля, потім до Едмонтону. Помер 4 жовтня 1973 в Едмонтоні, Альберта, Канада.

## Творчість
Хист до малювання та малярства з'явився ще у дитинстві. У середній школі під керівництвом учителя малювання М. Тимофієва Вадим виконував декорації для шкільних святкувань та малював пейзажі з натури. В Київському художньому інституті вивчав пейзажне малярство та портрет у проф. Ф. Кричевського, декоративне малярство, зокрема, сценічно-театральне, — у проф. М. Струнникова. Зі станковою графікою та книжковим оформленням познайомився в майстерні С. Налепинської-Бойчук. Після закінчення інституту ще протягом року поглиблював студії з монументального мистецтва.
Після навчання в Ленінграді і повернення до Києва працював ілюстратором книг. За «підозрілі» малюнки в дитячій книжці Доброліжа як ілюстратора заарештували разом з автором та редактором книги. У засланні в Хабаровському краї талант ув'язненого маляра-монументаліста був використаний у праці з розпису офіцерського клубу та оформлення театральних вистав. Також Доброліж виконав портрет одного з очільників табору. У 1938 році Доброліжа реабілітували та звільнили з табору.
Після повернення до Києва Доброліж отримав посаду помічника декоратора та освітлювача сцени в Київській кіностудії. Там він працював під керівництвом Олександра Довженка до початку Другої Світової війни.
Під час перебування в таборі для переміщених осіб Вадим Доброліж разом з іншими митцями заснував образотворчу студію та очолив її. У Німеччині створював сценографії до вистав таборового театру. Там він створив понад 20 портретів, три ікони для табірної церкви, пейзажі, натюрморти, оздобив більшість табірних вистав для українського театру. Також взяв участь у створенні видавництва «Заграва», оформив декілька книжок. Протягом 1945—1948 років зі своїми творами брав участь у табірних виставках у Гайденау, Гамбурзі, Ганновері та в головному штабі Британських окупаційних військ.
Після переїзду до Канади у 1948 році працював маляром-монументалістом для розпису церкви Св. Володимира у Вегревілі, хоча до цього в радянській Україні не мав досвіду роботи з церковним мистецтвом. Доброліж виконав роботу у стилі реалізму з виразними українськими рисами. Через особливості побудови дерев'яної церкви, він виконав окремі ікони, які розмістили на стінах. Ікони відрізнялися досконалими пропорціями, ритмом, гармонією і майстерною технікою виконання. Орнаментика містила риси візантинізму, класицизму та українських народних мотивів. Поліхромія церкви Св. Володимира у Вегревілі вважається першим твором такого штибу в Західній Канаді.
Після переїзду до Едмонтону в 1951 році працював художником-декоратором у компанії Hudson's Bay, оформлював виставки, магазинні вітрини тощо. Однією зі знакових робіт є портрет принцеси Єлизавети, підготовлений до її візиту в 1951 році. Також Доброліж брав участь в оформлені процесії на честь візиту принцеси.
Починаючи з 1955 року працював у галузі церковного мистецтва й декорації. Його авторству належать розписи в кількох десятках храмів по всій Канаді. За роки творчої діяльності зробив розписи, ікони та іконостаси в багатьох українських церквах, переважно провінції Альберти, а також Саскачевану та Квебеку. Доброліж виконував іконостаси різьбою по дереву, враховуючи архітектурний стиль церков та дотримуючись українських традицій у загальній конструкції та орнаментиці. Найбільш відомою та значущою роботою Доброліжа є іконостас української православної катедри Св. Івана в Едмонтоні, над яким працював протягом 1970—1973 років. Іконостас виконаний у стилі українського (козацького) бароко. Цей іконостас вважається класичним зразком виконання іконостасів українських церков у Канаді.
Доброліж створював портрети, пейзажі, натюрморти, сюжетні композиції («Автопортрет», 1947; «Донечка Наталка», «Дружина», «Митрополит Іларіон», 1962; цикл «Квіти»). Деякі роботи присвячені Україні: «Козацька доля. Кодня», 1947; «Покинута хата», 1949; «Зима в Україні», 1969; «Українське село»; «Старий млин»; скульптурні роботи: портрети Тараса Шевченка, Івана Франка, «Танцюрист»; «Соняшники», «Маки», «Калина», «Бандура». Однією з найцінніших картин Доброліжа вважається картина «Втікачі», яка зображає долю українських родин, які змушені були покинути Батьківщину.
Вадим Доброліж за роки життя в Канаді також активно працював над оформленням декорацій театральних вистав в Едмонтоні «Наталка Полтавка», «Сватання на Гончарівці», «Ніч на Івана Купала», «Лис Микита», «Annie, Get Your Gun», «Фанні», оперу «Кармен». Виконав декорації до виступів танцювального ансамблю «Шумка», розробив проєкти костюмів та масок для вистави «Лис Микита» І. Франка, яку організував Пласт в Едмонтоні під керівництвом В. Скорупського.
Також Доброліж як митець-декоратор оформив внутрішній інтер'єр кафе та ресторанів Едмонтону, низку панно та розписів у різноманітних закладах.
До творчої спадщини Доброліжа відносяться плакати різноманітних українських заходів в Едмонтоні, зокрема виступів танцювального ансамблю «Шумка», а також вітальні листівки, на яких зображені колядники із зіркою, українські краєвиди в Різдвяну ніч. Всі листівки художника обрамлені українським орнаментом й мають релігійний характер.

## Виставки
Вадим Доброліж мав дві персональні виставки у Вегревілі, дві виставки в Едмонтоні (1949, 1956). У 1949 році його 4 картини були включені до пересувної виставки Міністерства культури провінції Альберта, а також дві картини — до виставки Сучасного канадського мистецтва 1960 року в Торонто.
Посмертна виставка була організована в Музеї історії Києва (1999), Ніжині (1999) за ініціативи дружини митця Валентини Доброліж. Посмертні виставки також були організовані в Едмонтоні, зокрема 10 листопада 1974 року в Українсько-канадському архіві-музеї в Едмонтоні.

## Вшанування пам'яті
Враховуючі здобутки у галузі релігійного мистецтва і не тільки, Доброліж вважається визначним членом української діаспори в Канаді. У 1983 році президія Конґресу Українців Канади нагородила Доброліжа Шевченківською золотою медаллю до 10-річчя з дня його смерті. Досягнення митця були відзначені в сонеті «Пам'яті Вадима Доброліжа» (Завойовники прерій. 1984) Яра Славутича. У 1985 році в Едмонтоні був виданий альбом, який містить репродукції та фотографії його найвизначніших робіт.
Після смерті митця був створений Фонд ім. Вадима Доброліжа, покликаний підтримувати тих, хто вивчає чи популяризує українське мистецтво, організовує виставки.

## Архів
Роботи Вадима Доброліжа зберігаються у приватних зібраннях та колекціях музеїв і архівів. В Україні з картинами Доброліжа можна ознайомитися в Музеї культурної спадщини в Києві та художньому відділі Ніжинського краєзнавчого музею. Віртуальну виставку можна побачити на сайті закладу.
Завдяки подарунку Наталії Доброліж, доньки Вадима Доброліж, було створено фонд «Вадим Доброліж» у Архіві українського фольклору імені Богдана Медвідського при Центрі українського та канадського фольклору імені Петра і Дорис Кулів в Університеті Альберти, Едмонтон, Канада. Фонд складається з чотирьох серій «Особисті документи», «Фотографії», «Публікації», «Художні роботи та ескізи» та складається з оригінальних творів мистецтва, ескізів (релігійних, комерційних, театральних вистав), особистих документів, фотографій, слайдів, газет та відео з кадрами роботи Доброліжа. У фондах є рукописні особистий зошит і молитовник. Одним із найцінніших і ранніх документів німецького періоду є посвідчення особи Доброліжа, датованим 22 березня 1941 року. До фонду також входять газетні статті, програми заходів, які містять твори Доброліжа, статті про життя та творчість Вадима та Валентини Доброліж. У фонді зберігаються сотні фотографій із роботами Вадима Доброліжа: ікони, іконостаси, церковні розписи, костюми, орнаменти, вивіски, внутрішнє оздоблення, вітрини, портрети, картини, натюрморти, плакати та ін. Є фотографія ікони німецького періоду, яка була створена Вадимом Доброліжем в Західній Німеччині в 1946 році.